# Lúcia Mas Garcia
Lúcia Mas Garcia   (Vilanova i la Geltrú, 26 de novembre de 1954) és una cantautora i professora de música aranesa. La seva filla, Alidé Sans, és també una cantautora occitana.
Estudià al col·legi de les Mares Escolàpies de Figueres i, un cop acabats els estudis, va començar a treballar de mestra d'adults a Vilanova. Va descobrir la Vall d'Aran el 1976 i a partir del 1985 va començar a cantar en occità. És considerada una de les primeres cantants en aranès. El 1989, va guanyar el premi de la Cançó Occitana de les Valls Occitanes. Ha participar també a recitals en diversos llocs de Catalunya i d'Occitània, com ara Barcelona, Lleida, Perpinyà, Bordeus, Tolosa de Llenguadoc i Nimes. Durant l'estiu del 1998, va fer un curs de música aranesa a la Universitat Catalana d'Estiu de Prada. Està casada amb Jusèp Loís Sans Socasau, que ha ocupat diversos càrrecs importants pel desenvolupament de l'occità a la Vall d'Aran i a Catalunya, i juntament han tingut dos fills. El 2010 va participar en el concert Canto sense vergonya, que va reunir a Lleida cantants en català i en occità.
El 2022 la seva obra fou replantejada, entre d'altres dels primers temps, per cantants actuals en un disc homenatge d'OC Brigada Internacional, una coproducció de Barnasants i Convergència Occitana, amb col·laboració del Centre Artesà Tradicionàrius, editada per micromecenatge en dos discos, que ret homenatge a la Nova Cançó occitana des dels anys 1970 fins al 2021.

## Discografia
- Ena Antara (1998), primer CD editat en aranès[3]